# Mort du petit Émile
Le texte peut changer fréquemment, n’est peut-être pas à jour et peut manquer de recul. 
Le titre et la description de l'acte concerné reposent sur la qualification juridique retenue lors de la rédaction de l'article et peuvent évoluer en même temps que celle-ci.
L'affaire de la mort d'Émile concerne un petit garçon de deux ans et demi, Émile Soleil, disparu le 8 juillet 2023 dans la commune du Vernet, dans les Alpes-de-Haute-Provence (France), et dont des ossements n'ont été retrouvés qu'au printemps suivant. Les circonstances de sa disparition et de sa mort demeurent indéterminées, mais les éléments de l'enquête tendent à privilégier l'hypothèse de l'intervention d'un tiers.

## Victime
Émile Soleil, né le 24 novembre 2020 en France dans les Bouches-du-Rhône, est le fils aîné de Marie Vedovini et Colomban Soleil, domiciliés à La Bouilladisse, commune de 6 000 habitants située à 30 km de Marseille. Il s'agit d'un petit garçon blond aux yeux marron, âgé de deux ans et demi lors de sa disparition.

## Disparition
Dans la matinée du 8 juillet 2023, Marie Soleil amène Émile chez ses grands-parents maternels — Philippe et Anne Vedovini — qui passent leurs vacances d'été dans une maison achetée au début des années 2000dans le hameau du Haut-Vernet, qui surplombe le bourg du Vernet, dans le massif des Trois-Évêchés.
Ce jour-là, les grands-parents sont chez eux avec huit de leurs dix enfants, dont deux majeurs. Marie, l'aînée des dix, est repartie après leur avoir confié Émile. Bathilde, la deuxième née, mariée récemment, rejoint la famille chaque dimanche. Dans la matinée, les jeunes oncles et tantes d'Émile s'affairent à construire une cabane en hauteur par rapport à la maison, en direction du col du Labouret.
Selon les personnes présentes, vers 17 h, attendant qu'on l'emmène en promenade, Émile joue dans le jardin,. Le grand-père, de son côté, charge dans le coffre de sa voiture des piquets et du fil électrique pour clôturer un pré destiné à ses chevaux. Au même moment, Émile s’engage dans la rue très pentue qui passe devant la maison. Il porte un tee-shirt jaune et un short blanc,. Peut-être veut-il retourner à la cabane construite le matin même.
Selon les déclarations formelles de deux témoins — un adolescent et un sexagénaire —, le garçonnet est vu pour la dernière fois, vers 17 h 15, marchant seul dans l'impasse du Haut-Vernet à environ 20 m de la maison familiale,,.
À 18 h 12, après avoir cherché en vain Émile pendant environ 45 minutes, les grands-parents signalent sa disparition à la gendarmerie des Alpes-de-Haute-Provence,,, qui entame immédiatement une recherche.

## Recherches initiales

### Samedi8 juillet
Sous l'autorité des sapeurs-pompiers, une centaine de personnes de la commune et des villages voisins se mobilisent. Un hélicoptère survole la zone. Les gendarmes inspectent les environs avec trois chiens. Les investigations durent de 18 h 40 à 3 h du matin sur douze hectares, aux alentours immédiats du lieu de la disparition.
Mais les recherches restent vaines et l’enquête se concentre autour du hameau, où Émile a été vu pour la dernière fois.

### Dimanche9 juillet
Le lendemain de la disparition, Rémy Avon, procureur de la République de Digne-les-Bains, lance un appel à témoins. Tous les critères légaux n'étant pas remplis pour entamer le dispositif Alerte-Enlèvement, cet appel permet de recueillir plus de 1 400 signalements qui, pour la plupart, ne donneront rien.
Une enquête de flagrance est ouverte « pour recherche des causes de disparition inquiétante ». Les grands-parents sont interrogés par les gendarmes.
Les recherches reprennent avec l'appui de deux cents volontaires. La gendarmerie utilise des drones et des hélicoptères équipés de caméras thermiques.
Des équipes cynophiles du Service départemental d'incendie et de secours (SDIS) des Alpes-de-Haute-Provence, spécialisées dans le questage, sont mobilisées. Elles disposent notamment de chiens de Saint-Hubert, à l'odorat puissant. Selon le général de gendarmerie (2S) Jacques-Charles Fombonne, ancien directeur du centre national de formation à la police judiciaire, « les chiens ont repéré sa trace à deux endroits, dans un rayon de 20 m autour de la maison, puis plus rien, ce qui peut vouloir dire qu’à ce moment-là l’enfant est monté dans un véhicule ».
Le soir, lors d'une conférence de presse, le préfet et le procureur de la République confirment que deux témoins ont aperçu l'enfant dans une rue pentue du village mais qu'ils ne s'en sont pas inquiétés car il est fréquent de voir des enfants jouer seuls dans ce petit hameau « à l'esprit de village ».
Le procureur précise qu'à ce stade, aucune hypothèse n'est privilégiée ni écartée : « Nous n'avons pas d'indice en ce sens, nous sommes sur les opérations de recherche qui sont la priorité vitale pour cet enfant ».

### Lundi10 juillet
Le lundi, les recherches reprennent avec l'aide de cinq cents volontaires. Le soir, lors d'une conférence de presse, le préfet des Alpes-de-Haute-Provence Marc Chappuis précise que pendant deux jours, près de huit cents volontaires vont aider les services institutionnels dans un rayon de 5 km. Il ajoute que le dispositif sera adapté dès le lendemain matin. 
Le préfet remercie les volontaires qui se sont engagés ces dernières heures mais il leur demande de laisser place à un dispositif plus adapté, assisté de militaires. Il considère qu'à ce stade « le pronostic vital de l'enfant est engagé » en raison des circonstances, de l'âge, des températures et de la topographie. Selon Rémy Avon, « les recherches sont toujours en cours, sans évolution ».
Dans l'après-midi, un groupe Facebook publie un appel à la prière : « Veuillez prier la vénérable sœur Benoîte Rencurel, mystique des apparitions du Laus. Le diable l'emmenait régulièrement dans la montagne pour la persécuter et les anges la ramenaient. La maman d'Émile ».
Conformément à la procédure, l'enquête de flagrance est convertie en enquête préliminaire.

### Mardi11 juillet
Jusqu'au 13 juillet 2023, les gendarmes procèdent à des « opérations de ratissage » qui restent vaines,. Le soir, le procureur Rémy Avon déclare que la totalité des trente bâtiments composant le hameau du Haut-Vernet ont été fouillés, douze véhicules visités, les vingt-cinq habitants du bourg entendus et douze hectares « méticuleusement ratissés ».
Au total, quatre vingt dix sept hectares ont été explorés.
D'après Le Monde, c'est « sans doute l’une des plus importantes opérations de ratissage judiciaire jamais conduites ».

## Événements antérieurs
C'est le troisième drame survenu au Vernet depuis octobre 2008, quand Jeannette Grosos, la gérante du café du Moulin, avait été battue à mort par un jeune homme du village. En mars 2015, c'est un Airbus A320 que son copilote avait volontairement fait s'écraser en limite de la commune, tuant instantanément les cent cinquante personnes à bord.
L'affaire ravive dans la région le souvenir de Yannis Moré, trois ans, disparu le 2 mai 1989 dans des circonstances similaires à Ganagobie, à 60 km du Haut-Vernet, et dont seuls des vêtements avaient été retrouvés non loin de la maison familiale, un an plus tard, le scénario le plus plausible étant celui d'un enlèvement. 
Le département des Alpes-de-Haute-Provence a également connu la disparition, le 25 juin 1983 à Peyroules près de Castellane, d'un garçon de dix ans, Mathieu Haulbert, qui n'a jamais été retrouvé.

## Hypothèses initiales

### Accident
La première hypothèse envisagée est celle d'une disparition accidentelle. Émile ayant été aperçu dans le hameau, il aurait pu continuer son chemin tout seul et finir par se perdre[réf. nécessaire].

### Attaque animale
La « piste animale » est envisagée, plus particulièrement l'enlèvement par un rapace ou un loup. Une interview donnée en 2017 par le maire de Vernet laisse imaginer une attaque de loup, : il avait déclaré « on a vu des loups traverser le village ». Cette explication revient en vogue au Vernet après la découverte du crâne d'Émile, alors qu'elle avait été écartée a priori par les enquêteurs,.

### Homicide involontaire
Selon une hypothèse, un automobiliste aurait pu percuter Émile puis chercher à dissimuler l'accident. Des traces de sang ont été relevées sur une voiture suspecte mais les analyses ont prouvé qu'elles provenaient d'un animal,. La piste d'un accident de tracteur, mettant en cause un jeune agriculteur du village a été un temps explorée, sans succès.

### Piste familiale
Le père et le grand-père paternel d'Émile sont membres de l'organisation catholique traditionaliste Chrétienté-Solidarité fondée par Bernard Antony, une figure de l’extrême droite. Celui-ci, à ceux qui suspectent la famille d’Émile d’être intégriste, répond : « Ils sont chrétiens, point. La messe en latin, c’est la messe traditionnelle, celle qui permet de donner un véritable sens aux mots. Ils ne font pas partie d’une secte ».
Le père d'Émile, Colomban Soleil, ingénieur diplômé de l’École centrale de Marseille, a fait partie de l’Action française et de la branche marseillaise du groupuscule Bastion social. En 2018, il a été jugé et relaxé par le tribunal correctionnel d’Aix-en-Provence dans une affaire d'agression sur un couple d’origine maghrébine. Lors des élections régionales de 2021, il s'était inscrit sur une liste soutenant Éric Zemmour.
Philippe Vedovini, le grand-père maternel, est ostéopathe à La Bouilladisse ; son épouse Anne et lui sont les parents de dix enfants, dont la mère d'Émile est l'aînée. En 2018, Philippe Vedovini est  entendu comme témoin assisté dans une affaire de violences sur mineurs au sein de la communauté religieuse de Riaumont, à Liévin, dont il était membre entre 1991 et 1994 et où il avait prononcé des vœux monastiques temporaires. La journaliste Ixchel Delaporte, auteure du livre Les Enfants martyrs de Riaumont paru en 2022, a recueilli de nombreux témoignages qui décrivent Philippe Vedovini comme un homme violent.   
En 2019, un incendie criminel avait détruit trois maisons d'un hameau voisin du Vernet et endommagé la maison des arrière-grands-parents maternels d'Émile. Une source judiciaire déclare à ce sujet : « Le fait que cette famille semble avoir été visée par des incendies criminels oblige à s’y intéresser. ». Cependant, aucun lien n'a pu être fait entre les deux affaires.

### Enlèvement
Si la piste d'un enlèvement criminel n'est pas exclue par les enquêteurs, diverses théories du complot circulent sur les réseaux sociaux qui évoquent un trafic d'enfants, un sacrifice satanique, ou un trafic d'organes,.

## Seconde phase de l’enquête
En insistant sur le fait qu'« aucune thèse n’est privilégiée, aucune thèse n’est exclue », Rémy Avon, le procureur, confirme que l'enquête entame une seconde phase.
À partir du mercredi 12 juillet 2023, les recherches relèvent de l'enquête judiciaire. Tous les bâtiments du hameau font l'objet de visites domiciliaires. Malgré des recherches intensives, l'enfant reste introuvable. Dans la soirée, les recherches sont arrêtées, les autorités se concentrant sur des investigations techniques.
À la demande des parents d'Émile, une messe est célébrée dans la petite chapelle du hameau du Haut-Vernet dédiée à saint Pancrace de Rome, l'un des saints patrons des enfants.
Le procureur ayant décidé l'arrêt des battues citoyennes, François Balique, maire du village du Vernet, prend le vendredi 14 juillet un arrêté municipal interdisant l'accès du public au hameau pour « protéger l'enquête, les familles et canaliser un éventuel tourisme de curiosité »,,,. Le lundi 17 juillet, pour les mêmes raisons, cet arrêté est prorogé jusqu'au 31 juillet. Certains habitants se plaignant d'avoir été importunés par des journalistes, un autre arrêté prolonge l'interdiction jusqu'au 31 août.
Les enquêteurs entament l'analyse des informations recueillies par l’enquête de terrain, les données téléphoniques autour du Haut-Vernet, lors de la disparition d'Émile, et 1 200 messages laissés sur la ligne d'appel dédiée à l'enquête.
Le jeudi 13 juillet 2023, vingt-cinq enquêteurs, dont dix gendarmes des Alpes-de-Haute-Provence, travaillent sur l'affaire dans une cellule désormais « nationale ».
Les enquêteurs utilisent le logiciel AnaCrim pour croiser les milliers d'informations recueillies pendant les premiers jours : éléments de terrain, bornages téléphoniques, immatriculations automobiles, témoignages.
Le vendredi 21 juillet, les habitants du Haut-Vernet sont de nouveau entendus et des véhicules passés au peigne fin.
Le mardi 25 juillet, des drones et des chiens du Groupe national d'investigation cynophile de la gendarmerie (GNIC), spécialisés dans la recherche de restes humains, entrent en action,.
Jusqu'au samedi 29 juillet, ces investigations ratissent une zone de 5 km autour du domicile des grands-parents d'Émile.
François Daoust, ancien directeur de l’Institut de recherche criminelle de la gendarmerie nationale, explique : « on est dans une autre phase, on n'est plus dans la recherche de l'enfant vivant qui était la première phase. Là, les enquêteurs espèrent retrouver au moins un petit corps ou des restes d'un corps. Donc ce sont des moyens qui ne sont pas utiles dans un premier temps, mais qui vont l'être dans un second dès lors qu'on ne recherche pas un être vivant ». Depuis la disparition d'Émile, une ambiance de soupçons de plus en plus lourde règne dans le village,,.

### Information judiciaire
Durant les huit premiers jours, les investigations sont menées dans le cadre d'une enquête de flagrance,. Ce cadre juridique accorde aux enquêteurs des pouvoirs assez étendus : sous l'autorité du procureur de la République, ils peuvent effectuer des visites domiciliaires durant une période n'excédant pas huit jours.
Le mardi 18 juillet, le procureur Rémy Avon annonce l'ouverture d'une enquête préliminaire du chef de « recherche des causes de disparition inquiétante ».
Deux juges d'instruction du pôle d'Aix-en-Provence sont saisis,,. « Toutes les pistes restent envisagées, aucune n'étant ni exclue ni privilégiée », précise le magistrat qui évoque « la complexité de l'affaire. ».
Le procureur ouvre le même jour une information judiciaire,. Selon François Daoust, « la collégialité est de plus en plus de mise. Un juge seul a un portefeuille de plusieurs dizaines d’affaires. Passer de l’une à l’autre et y revenir, même si elle est considérée comme prioritaire sur d’autres, n’est pas simple ».
Deux juges d'instruction permettent une double lecture du dossier, dans une affaire où chaque détail compte.
Cette nouvelle phase judiciaire accorde aux enquêteurs des moyens accrus : comparution sous contrainte ; perquisition ; géolocalisation de téléphones et de véhicules ; écoute téléphonique ; saisine d'experts.
Les enquêteurs examinent le profil de toutes les personnes dont le téléphone portable a borné dans le secteur au moment de la disparition : près de 1 600 lignes téléphoniques ont été détectées,,.
Le mercredi 19 juillet, le numéro de téléphone est remplacé par une adresse électronique,,.

### Poursuite des recherches
Trois semaines après la disparition d'Émile, des équipes cynophiles et des drones sont envoyés sur place. Suspendues le week-end, les recherches reprennent le lundi, dans un périmètre dépassant cinq kilomètres autour du hameau. Pendant cinq jours, des drones cartographient les forêts avoisinantes.
Début août 2023, la famille d'Émile se constitue partie civile. Cette décision lui permet d'être informée du déroulement de la procédure et d'avoir accès au dossier judiciaire par l'intermédiaire de son avocat.

## Poursuite de l’enquête en 2024

### Mise en situation
Le 28 mars 2024, le parquet d'Aix-en-Provence procède à une mise en situation. L’ensemble des voisins et des témoins visuels, soit dix sept personnes, sont appelés afin de reconstituer le contexte dans lequel Émile a été aperçu pour la dernière fois.

### Nouvelles découvertes

#### Crâne
Deux jours après la mise en situation, le samedi 30 mars 2024, une randonneuse trouve un crâne au milieu d'un étroit chemin forestier situé en contrebas du Haut-Vernet, dans une aire boisée et assez escarpée éloignée du bas du village de quelque 1,7 kilomètre à vol d'oiseau, soit 25 minutes de marche à pied,,. Cette zone a pourtant déjà été fouillée. La promeneuse place le crâne dans un sac en plastique et l'apporte aux gendarmes qu'elle conduit sur les lieux de sa découverte.
Le lendemain, le procureur de la République d'Aix-en-Provence annonce que les enquêteurs de l’Institut de recherche criminelle de la Gendarmerie nationale ont établi, par identification génétique, qu’il s’agit des ossements d'Émile. 
Les premières analyses du crâne de l’enfant, auquel manquent un maxillaire et une dent, montrent des fissures post-mortem, des morsures et de petites fractures probablement imputables à des animaux.
La date du jeudi 28 mars 2024 a officiellement été retenue pour figurer sur l’avis de décès.
La messe d'obsèques d'Émile a lieu le 8 février 2025, en la basilique Sainte-Marie-Madeleine de Saint-Maximin-la-Sainte-Baume (Var). L'inhumation se déroule le même jour à La Bouilladisse (Bouches-du-Rhône).

#### Vêtements
Les recherches sont relancées in situ ; elles impliquent une centaine de gendarmes et de nombreux experts scientifiques. Le mardi 2 avril 2024, le procureur de la République annonce que des vêtements éparpillés sur une dizaine de mètres (un tee-shirt, des chaussures et une culotte) ont été trouvés à 150 m en contrebas du lieu de découverte du crâne. Peu après, un petit fragment d'os est découvert à proximité. Après la fouille de 45 hectares, les recherches sont levées le 10 avril.
Si ces nouveaux éléments suscitent un emballement médiatique, ils ne permettent pas pour autant d'affirmer que le corps a été déplacé, par un tiers ou du fait des éléments naturels, ni de déterminer les causes du décès. L'information judiciaire et les expertises se poursuivent pour déterminer les circonstances de la mort.
À l'automne 2024, en travaillant sur les vêtements, les chercheurs trouvent de l'ADN qui n’appartient pas à la famille d'Émile.

## Poursuite de l’enquête en 2025

### Investigations autour de la chapelle du Haut-Vernet
Le 13 mars 2025, à la suite de courriers anonymes, les gendarmes se rendent de nuit dans le hameau et saisissent une jardinière à proximité de la chapelle à des fins d'analyse.

### Suicide d'un prêtre proche de la famille
Le 15 mars 2025, Claude Gilliot, prêtre octogénaire intime de la famille, qui avait baptisé Émile en 2020, se donne la mort par ingestion massive médicamenteuse. Selon sa sœur, à qui il aurait laissé une lettre d'adieu, le prêtre se serait vu reprocher vivement par Philippe Vedovini d'avoir parlé à un journaliste et de lui avoir donné une photo des parents d’Émile,,. La confrérie des Pénitents gris, dont la chapelle est fréquentée par la famille d’Émile, avait interdit en octobre 2023 à Claude Gilliot d'y officier, ce dont il aurait été très affecté,,. Le 26 mars, son domicile est perquisitionné. Le procureur de la République d'Aix-en-Provence indique le 1er avril ne pas faire de lien entre un prêtre et l'affaire Émile et que ce décès ne justifiait en rien l'ouverture d'une enquête.

### Gardes à vue
Le 25 mars 2025, plus d'un an et demi après la disparition, les grands-parents maternels d'Émile, Philippe et Anne Vedovini née Rollier, ainsi que deux de leurs enfants majeurs, oncle et tante de la victime, sont placés en garde à vue pour homicide volontaire et recel de cadavre. Des perquisitions sont menées dans leur domicile à La Bouilladisse et dans leur résidence secondaire du Haut-Vernet, ; une voiture et une remorque destinée au transport d'un cheval sont saisies. Réalisées quelques mois auparavant, des écoutes téléphoniques avaient dévoilé des dissensions entre les parents d’Émile et ses grands-parents maternels, qui avaient éveillé l'attention des enquêteurs sur une potentielle implication familiale dans le décès de l'enfant.
Toutes ces gardes à vue sont levées dans la nuit du mercredi 26 au jeudi 27 mars. Selon le procureur, lors d'une conférence de presse du 27 mars 2025, après une enquête de vingt mois au cours de laquelle plus de trois mille signalements ont été traités et plus de soixante missions d'expertise ont eu lieu, « les conclusions de ces expertises permettent désormais de considérer que les vêtements et ossements retrouvés ont été transportés et déposés peu de temps avant leur découverte ». Aussi le corps de l'enfant ne s'est pas décomposé dans les vêtements retrouvés dans la forêt. Ont également été détectés des « stigmates anatomiques évocateurs d’un traumatisme facial violent ». Ces éléments « introduisent la probabilité de l’intervention d’un tiers dans la disparition et la mort d’Emile Soleil ». Pour le procureur, cette phase de la piste familiale est terminée, sans que cela soit définitif si de nouveaux éléments d'enquête surviennent. L'enquête se poursuit pour homicide volontaire, sans exclure « définitivement l’hypothèse qu’il [puisse] s’agir d’un homicide involontaire ».

## Documentaires télévisés
- En octobre 2023, l'émission Chroniques criminelles évoque l'affaire dans l'épisode : Disparition du petit Émile : le mystère du Haut-Vernet[106].
- En décembre 2023, l'émission Ligne rouge sur BFM TV évoque l'affaire dans l'épisode : Émile, la vallée du soupçon[107].